# Повіт Ой
Пові́т О́й (яп. 大飯郡, おおいぐん, МФА: [oːi̯ guɴ]) — повіт в префектурі Фукуй, Японія.
Кадастрова площа 284,59 км².
Населення — 20 199 осіб (на 1 серпня 2008 року).